# 白石 (1927年)
白石（1927年4月—2024年9月1日），本名周德恒，男，直隶（今河北）乐亭人，中华人民共和国作家、政治人物，曾任中共河北省委常委、秘书长，中共河北省纪委书记，河北省人大常委会副主任。